# Costel Nițescu

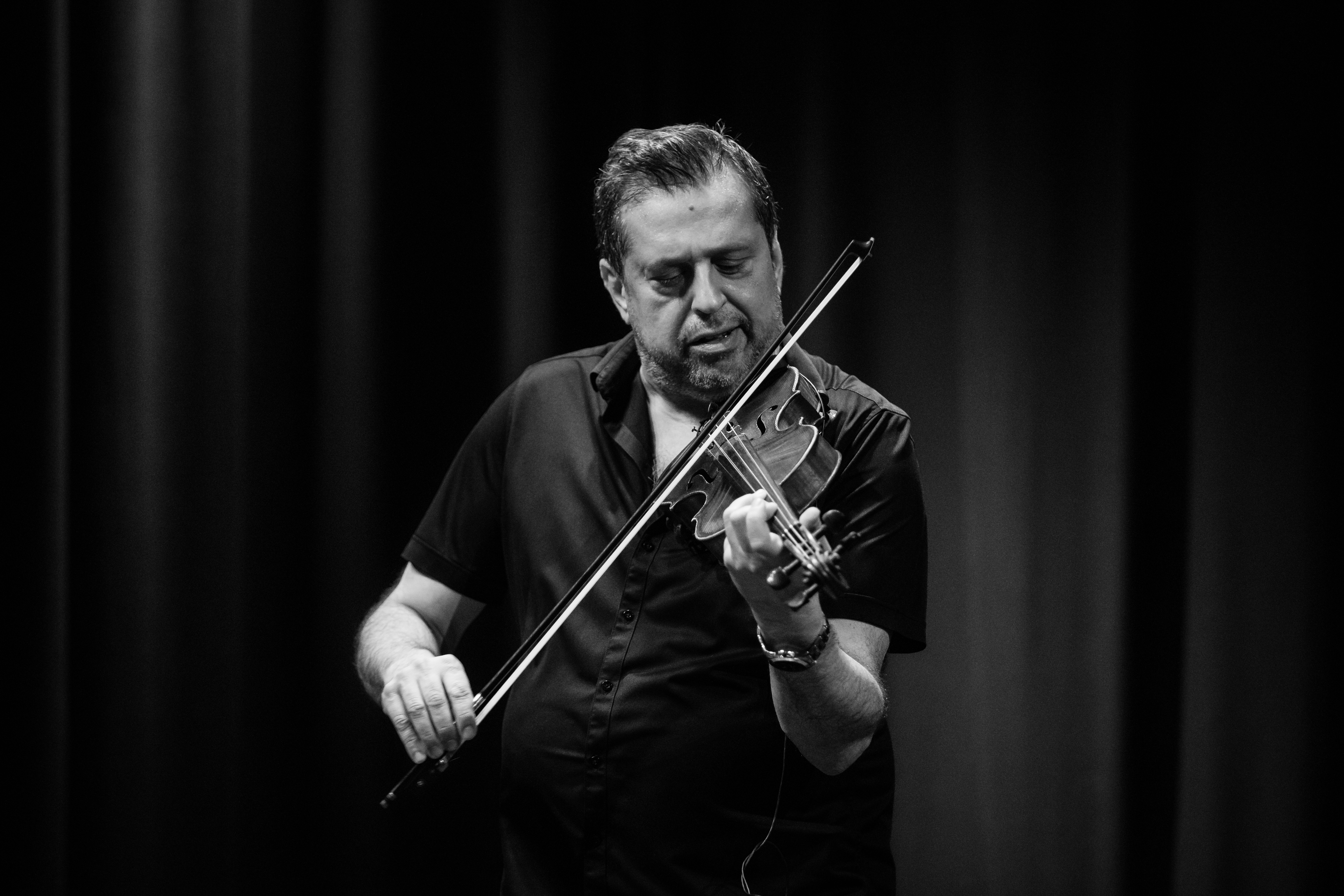
Costel Nițescu (2025)

Constantin „Costel“ Nițescu (* 1970 in Ploiești) ist ein rumänischer Geigenspieler, der sowohl in der klassischen Musik als auch im Jazz hervorgetreten ist.

## Leben und Wirken
Nițescu erhielt bereits früh auf der Violine eine gründliche klassische Ausbildung. Als Wunderkind spielte er schon im Alter von 16 Jahren erste Geige im Nationalen Rundfunkorchester Bukarest. Es folgten Aufnahmen mit bekannten rumänischen Künstlern, darunter dem Akkordeonisten Ionică Minouche und dem Cimbalonspieler Toni Iordache.
Anfang 2000 zog Nițescu nach Paris, wo er im Bereich des Jazz manouche rasch Anerkennung fand. Er arbeitete mit Angelo Debarre, Stochelo Rosenberg, Romane und Tchavolo Schmitt. 2008 veröffentlichte er sein Debütalbum Forever Swing, Grappelli Forever, für das er auch komponierte. Er ist auch auf Alben von Mandino Reinhardt, Marcel Loeffler, Lemmy Constantine, Rocky Gresset und David Reinhardt zu hören. In Deutschland war er mit dem Trio von Joscho Stephan unterwegs.

## Diskographische Hinweise
- Forever Swing, Grappelli Forever (Le Chant du Monde 2008, mit Antoine Hervier, Yves Rousseau, Yoann Serra sowie Adrien Moignard)
- Steeve Laffont Trio Featuring Costel Nitescu Night in Corsica (Cristal Records 2019, mit Rudy Rabuffetti, Guillaume Bouthié)